# Pâque quartodécimaine
La Pâque quartodécimaine est une fête religieuse qui a été pratiquée essentiellement jusqu'à la fin du IVe siècle par les Églises chrétiennes d'Asie. Celles-ci célébraient la Pâque au soir du quatorze Nissan (qui débute au coucher du soleil comme tous les jours des calendriers hébraïques), c'est-à-dire la veille de la Pâque juive, alors que les Églises liées à Rome fêtaient Pâques le dimanche suivant. Nissan (dénommé Aviv avant l’exil à Babylone) est le premier mois du calendrier juif, dont les dates des jours commencent avec le coucher du soleil et se terminent avec le coucher du soleil suivant. Le premier jour du mois de Nissan était déterminé par l’observation du lever de la nouvelle lune visible par les prêtres du temple antique à Jérusalem, première nouvelle lune suivant l’équinoxe de printemps. La date de la Pâque du calendrier juif actuel peut différer de la Pâque des Hébreux antiques et des chrétiens du Ier siècle, parce que, d’une part, le calendrier juif actuel est basé sur la nouvelle lune astronomique alors que le lever de la nouvelle lune ne peut être visible à Jérusalem que 18 à 30 heures plus tard, et que, d’autre part, la majorité des juifs actuels célèbrent la Pâque le 15 Nissan.
De nos jours, les Églises chrétiennes célèbrent Pâques à une date indépendante du calendrier juif, selon les prescriptions du Concile de Nicée.

## Calendrier de la Pâque Juive
La Pâque, dans la tradition juive, a lieu le soir du quatorzième jour du premier mois (Nissan ou Nisan), d'où le nom de quartodécimain (ou quartodéciman, ou quatuordécimain). Les mois sont comptés selon la Lune, comme il est d'usage dans le Judaïsme. La Pâque quartodécimaine tombe donc généralement la nuit de la pleine lune.
La Pâque tombe juste avant la semaine des pains sans levain ou pains azymes. Le premier jour des pains sans levain, jour de sainte assemblée et de repos comme le Sabbat (Ex. 12:16, 23:7 ; Lév. 23:7), est le quinzième jour de Nissan et commence donc à la tombée de la nuit de Pâque, le soir du 14. Les Juifs commémorent alors le dernier repas pris par les Hébreux avant leur sortie d'Égypte, sous la conduite de Moïse, et la dixième plaie d'Égypte dont ils furent protégés par le sang d'un agneau répandu sur les linteaux de leurs portes. Le lendemain, premier jour de la semaine des pains sans levain, est la commémoration de la sortie d'Égypte proprement dite.
Le « lendemain du Sabbat » (Lév. 23:15), a lieu le rituel de la dédicace de la gerbe agitée. C'est le premier jour d’Omer, c'est-à-dire du décompte jusqu'à la Pentecôte. Celle-ci tombe toujours un dimanche chez les chrétiens ainsi que les Juifs n'observant que la Torah et ignorant le Talmud : ce dernier fait débuter l'Omer le 16 Nissan, le mot Sabbat de Lév. 23:15 étant pris dans le sens de « jour de fête », conformément à Ex. 12:16, 23:7 et Lév. 23:7.

## Une contradiction apparente dans les Évangiles
Dans le texte des Évangiles, il y a une contradiction apparente, dans la mesure où l'on dit, d'une part, que Jésus a célébré le rituel de la Pâque le jour avant sa passion (« le premier jour des Azymes », Mt. 26:17 ; Mc 14:12 ; « le jour des Azymes », Lc 22:7), c'est-à-dire le 15 Nissan au soir (en se référant au calendrier judaïque actuel) et, d'autre part, qu'il est mort au moment où l'agneau pascal était immolé dans le Temple (le « jour de la Préparation » : Jn 19:14, 31:42), c'est-à-dire le 14 Nissan dans l'après-midi.

### Les raisons possibles de la confusion
1. Contrairement au sens commun en français le terme « soir » en hébreu biblique correspond au début d'une date et non pas à la fin d’une date comme cela est indiqué dès le livre de la Genèse (Genèse 1:5).
2. Le terme Pâque peut désigner soit uniquement le repas avec le sacrifice de la pâque du 14 Nissan, soit parfois la fête qui englobait le 14 Nissan et les sept jours de la fête des Azymes, soient 8 jours au total (Lévitique 23:5-7 ; Jean 18:28).
3. Le terme grec πρῶτος, prỗtos utilisé pour traduire « premier jour » en Matthieu 26:17 et Marc 14:12 pourrait être traduit par précédent ou antérieur.
4. Le terme « préparer » utilisé en Marc 14:12 pourrait être confondu avec le jour de la Préparation cité par Jean (Jean 19:14).
5. Le terme grec Παρασκευή utilisé par Jean et traduit par « Préparation » désignerait plutôt la veille du sabbat hebdomadaire (Marc 15:42). Ce jour correspondrait à un décret de César Auguste cité par Flavius Josèphe par lequel les Juifs n’étaient pas astreints à donner caution le jour du sabbat ni le jour précédent à partir de la neuvième heure. Cela signifie qu’ils commençaient à préparer le sabbat dès la neuvième heure du vendredi. 
6. Le lendemain du 14 Nissan était toujours un jour de sabbat (Lévitique 23:5-7), mais cette année-là le 15 Nissan était un « grand sabbat » ou « double sabbat » parce qu’il était à la fois le premier jour des Azymes (Jean 19:31) mais aussi un samedi (Marc 15:42).
7. Les Juifs qui ne voulaient pas se souiller en entrant chez Pilate pour pouvoir manger le repas de la Pâque ne faisaient sans doute pas référence au sacrifice pascal du 14 Nissan.

### L'explication traditionnelle
Plusieurs hypothèses sont avancées pour expliquer cette contradiction. La plus simple est de penser que Jésus anticipa d'un jour le rituel du 14 Nissan, ou, selon l'opinion d'une majorité d'exégètes, que ce sont ses disciples, après sa Résurrection, qui, dans les synoptiques, ont donné à ce dernier repas les formes du rituel de la Pâque. 

### L'explication par le calendrier essénien
Une interprétation non moins pertinente fait appel au calendrier essénien qui établit qu'à l'époque de Jésus, les Juifs ne célébraient pas tous le rituel de la Pâque en même temps. Pour les Esséniens, le « 14e jour du premier mois » est toujours un mardi. Si Jésus a célébré le rituel pascal le mardi soir en même temps que les Esséniens, les autres Juifs pouvaient immoler l'agneau pascal le vendredi suivant. Il faut alors supposer que les événements qui tiennent sur moins de vingt-quatre heures dans les Évangiles (arrestation à Gethsémani ; nuit chez le grand-prêtre ; interrogatoire ; comparution devant Pilate le lendemain matin ; condamnation et crucifixion), peut-être à cause de la pratique liturgique des communautés chrétiennes où se lisaient ces Évangiles, se sont en fait déroulés sur trois jours, du mardi soir au vendredi après-midi. 
On aurait alors, pour la Passion de Jésus, la chronologie suivante :
1. nuit de mardi à mercredi : arrestation de Jésus et interrogatoire chez le grand-prêtre (Jn 18) ;
2. mercredi : première séance du Sanhédrin, jugement, reniements de Pierre (Mc 14:55 ss et parallèles) ;
3. jeudi : au matin, deuxième séance du Sanhédrin, verdict, livraison à Pilate (Mc 15:1 et parallèles) ; l'après-midi, première comparution devant Pilate et comparution devant Hérode (Lc 23:1 ss) ;
4. vendredi : nouvelle comparution devant Pilate, condamnation, crucifixion[7].

### L'immolation de l'agneau pascal et le comput des jours
Chaque famille immolait un agneau qui était servi au repas de la nuit du quatorzième jour de Nissan. Le lendemain, l'Agneau pascal était sacrifié au Temple par les prêtres.
Le dixième jour du mois de la Pâque — le mois de Nissan appelé aussi Mois du printemps ('hodesh ha-aviv) — un agneau était épargné par chaque famille jusqu'au quatorzième jour afin de vérifier qu'il ne comportait ni tache ni défaut. Si l'agneau était pur, il était immolé la nuit du quatorzième jour et partagé par la famille lors d'un repas pascal. Le matin suivant, 15 de Nissan, les prêtres, au Temple, immolaient sur l'autel l'Agneau pascal. Ainsi, puisque pour la Bible un jour commence au coucher du soleil et se termine la nuit suivante au coucher du soleil, c'est à la première nuit de Pâque que le repas pascal est servi, puis le premier jour de Pâque que le sacrifice est offert au Temple.
Comme il est écrit que Jésus est resté au tombeau trois jours et trois nuits, on en a déduit que la crucifixion a eu lieu un autre jour de la semaine que le vendredi (selon la tradition admise), ce qui résulterait de l'hypothèse que ces jours sont trois périodes complètes de vingt-quatre heures. Mais dans la pratique juive (comme dans la pratique romaine d'alors), une partie de la journée compte pour tout un jour. Jésus était au tombeau une partie du vendredi, c'est-à-dire, selon le décompte juif, tout le vendredi ; il était aussi au tombeau le lendemain samedi et le dimanche. Son absence du tombeau fut constatée seulement le dimanche matin, au lever du soleil, par les Saintes Femmes. L'expression trois jours et trois nuits est donc simplement une manière antique de dire : une période touchant à trois journées différentes.
La tradition chrétienne a retenu dans son dogme que Jésus a été crucifié le premier jour suivant le repas pascal et est ressuscité le troisième, mais elle n'accorde pas d'importance à la date exacte de ce repas pascal ni à celle des événements qui l'ont précédé. La Pâques chrétienne célèbre le supplice d'expiation sur la Croix, avec la soumission de Jésus à son Père avant sa mort physique, et surtout sa Résurrection, promesse aux croyants de victoire sur la mort.
Le repas qui clôt le carême correspond à une longue tradition attestée dès l'Ancien testament. Il est célébré à des dates différentes selon les religions :
- Pâque juive (Pessa'h), le 14 Nissan ;
- Pâques chrétienne parmi les catholiques, les orthodoxes et les protestants ;
- Aïd al-Adha, chez les musulmans : un agneau est offert à Dieu en souvenir du sacrifice d'Abraham.

Les grandes religions monothéistes accordent une importance particulière à ce que ce repas de fin de jeûne soit un partage, qu'il soit accompagné d'actions de grâce, de prière, d'actes de soumission à Dieu, d'offrandes et d'aumônes. Ces fêtes sont, pour chacune d'entre elles, des piliers fondamentaux de la pratique auxquels sont consacrées les plus importantes célébrations.
Toutefois pour les plus orthodoxes des trois religions, la rupture du jeûne ne devrait avoir lieu qu'après le sacrifice rituel ; il est courant dans la tradition chrétienne de faire le repas de Pâques le dimanche, après la célébration rituelle du sacrifice. 
La différence la plus importante entre les trois religions est l'importance donnée dans le christianisme au sacrifice du Corps de Jésus par l'Eucharistie à Dieu pour la rédemption des hommes. Dans le Judaïsme, le sacrifice à Dieu est le fondement de la Pâque comme dans l'Islam où l'Aïd-Al-Adha est le rappel de la soumission à Dieu d'Abraham.

## La dispute quartodécimaine
Les sources quartodécimaines, au premier rang desquelles se trouve l’homélie pascale de Méliton de Sardes, supposent une vigile pascale le 14 Nissan, où la Passion de Jésus n’était pas célébrée à une date différente de sa Résurrection qui en constituait l’élément mémorial essentiel. 
Il existe une assez grande incertitude sur la façon dont cette tradition fut progressivement remplacée par la célébration du triduum pascal, du vendredi soir au dimanche et même le lundi matin. Rouwhorst a mis en évidence dans des sources syriennes du IVe siècle la pratique liturgique d’une seule fête mêlant Passion et Résurrection du Christ.
Aujourd'hui, certains, à l'instar de Jésus (Mt 26, Mc 14, Luc 122) célèbrent la Pâque dans la soirée du 13 au 14 Nissan. Certains ne se fient pas au calendrier juif orthodoxe actuel mais au calendrier karaïte qui suit à la lettre les prescriptions de Lév. 23). Cette fête commémore à la fois le dernier repas du Christ et des Apôtres et de la Crucifixion mais non pas la Résurrection. Celle-ci est célébrée trois jours pleins après la Pâque au soir, selon Mt 12:40 et la traduction littérale de Mt 28:1 (voir ci-avant).